# Oceanario

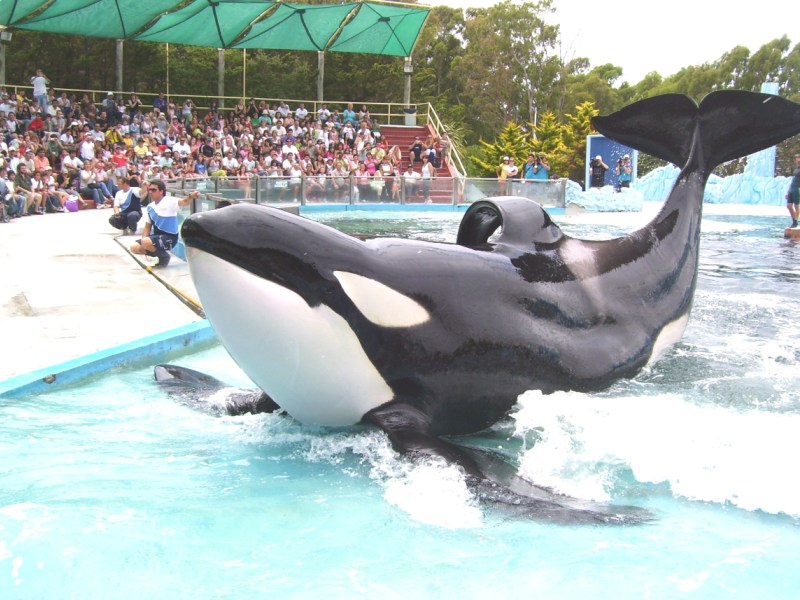
Kshamenk orca en el oceanario Mundo Marino, Argentina

Los oceanarios son parques temáticos que muestran la vida marina. En los mismos se puede observar las distintas especies como tiburones o tortugas marinas y shows de animales como orcas, delfines y lobos marinos.

## Parques de mamíferos marinos
Marineland, uno de los primeros parques temáticos de Florida, Estados Unidos, se inició en 1938, afirma ser el primer oceanario del mundo.
Marineland de Florida se desarrolló como Marine Studios cerca de St. Augustine en Marineland, Florida, que fue seguido en Florida por el Miami Seaquarium, inaugurado en 1955 y en California por Marineland del Pacífico, inaugurado en 1954 cerca de Los Ángeles, SeaWorld en 1964 y Marine World, África EE. UU., inaugurado en 1968 cerca de San Francisco.
Oceanarios más impactantes del mundo:
- Acuario Churaumi, Japón
- Acuario de Sídney, Australia
- Oceanográfico de Valencia, España
- Oceanario de Lisboa, Portugal
- Acuario de Georgia, Estados Unidos
- Parque de vida marina, Singapur
- Acuario de Dubái, Emiratos Árabes
- Oceanario de Nordsøen, Dinamarca
- Acuario de Dinamarca
- AQWA, Australia
- Dunam Oceanarium, Kazajistán
- El acuario profundo, Inglaterra
- El  acuario de Génova, Italia
- Siam Ocean World, Tailandia
- AquaDom, Alemania (Destruido)